# Aziridin
Aziridin (tudi etilenimin; H2C2-CH2-NH) je brezbarvna, oljnata tekočina z vonjem po amonijaku. Je strupena in lahko vnetljiva tekočina.
Hlapi dražijo oči in sluznico. Povzročajo poškodbe bronhijev in pljučni edem. Tekočina je zelo strupena in se hitro resobira skozi kožo. Težke poškodbe ledvic. Kontakt s tekočino povzroča hude razjede oči in kože. Dokazana karcinogenost snovi na živalih.

## Lastnosti
Strupena, lahko vnetljiva tekočina. Plamenišče -13 °C, vžigna temperatura 325 °C. Hlapi se zelo lahko vžgejo. Tekočina je zelo hlapna. Hlapi tvorijo z zrakom eksplozivne zmesi, ki so težje od zraka. Eksplozijsko območje je 3,6 do 46% vol.
Že pri normalni vsebnosti CO2 v zraku obstaja nevarnost eksplozije zaradi spontane polimerizacije (tudi pri stabilnem produktu).
Stabilizirani etilenimin trenutno polimerizira pri stiku s kislinami. Zaprte ali pretežno zaprte posode ali prostori se lahko razletijo.

## Sredstva za gašenje
Ogljikov dioksid se pod nobenim pogojem ne sme uporabljati kot sredstvo za gašenje. Za gašenje majhnih požarov uporabljamo vodo ali aparate na prah, za velike požare peno ali vodo.